# 뱀부 블레이드
《뱀부 블레이드》(BAMBOO BLADE, 일본어: バンブーブレード)는 작가에 토츠카 마사히로, 그림에 이가라시 아구리의 검도 만화로, 스퀘어 에닉스의 《영 간간》에서 2004년 Vol.1부터 2010년 Vol.18까지 연재되었다. 한국어판은 대한민국에는 학산문화사를 통해 출판되고 있으며, AIC A.S.T.A에 의해 2쿨(26화)단위의 애니메이션으로 제작되어, 2007년 10월 1일에서 2008년 3월 31일까지 TV 도쿄에서 방영되었고 대한민국에는 2008년 12월22일부터,매주 월요일~목요일까지 저녁8시와 밤10시30분에 애니맥스(위성채널 656번)를 통해 방영하고 있다.
참고로 제목의 《뱀부 블레이드》는 검도용 장비중에서 죽도를 가리키는 영어 단어이다.

## 줄거리
사립 학교인 무로에 고등학교의 검도부 고문로 끼니조차 걱정할 정도로 빈곤한 하루하루를 보내고 있던 이시다 토라지는 어느날 고교선배인 이시바시 켄자부로와의 술자리에서 그가 제시한 내기를 받아들이게 된다. 서로 자신들이 가르치는 여자부원 5명이 연습게임을 가지고, 토라지의 제자들이 이기면 1년동안 아버지가 운영하는 초밥가게에서 1년 무료 시식을 시켜주겠다는 것! 더할나위없는 구원적 제안이지만, 그러기에는 여자부원이 부족한 상황. 5명의 여자부원을 모으기 위해 동문서주하는 참에 조그만한 여학생이 날아오는 공과 교감 선생님을 대나무 빗자루로 손쉽게 쳐내는 모습을 보게 된다.

## 등장인물

### 무로에 고등학교
카와조에 타마키(川添 珠姫)
성우(日) - 히로하시 료
성우(韓) - 우정신
무로에 고등학교 1학년이자, 카와조에 검도장의 외동딸로 애칭은 타마짱(タマちゃん), 4살때부터 아버지에게서 검도를 배우기 시작하였다. 검도는 집안 일을 돕는 것으로 생각하고, 학교에서까지 검도를 할 이유가 없다고 생각해 검도부에 입부하지 않았다. 입부당시에는 조용하고 얌전한 성격이었으나, 부원들과 교류를 나누어 가면서 점차 성격이 활발하게 변하간다.
특촬물이나 애니메이션을 좋아하며, 어릴적부터 보고있는 《초검전대 블레이드 브레이버(超剣戦隊ブレードブレイバー)》의 영향으로 정의감이 강하고, 마치 악의 화신에게 전력을 다해 달려드는 히어로와 같이 필요 이상의 힘과 기합을 넣어 상대를 찌르는 버릇이 있다. 그 때문에 아버지로부터 고등학교에 진학한 후에 상대가 남자,연상,경험자(=유단자)이면, 찌르기를 써도 좋다는 3가지 조건이 맞아 떨어지는 토야마를 찌르기로 패배시켰으며, 다시 들어닥칠지도 모르니 그때까지 검도부를 지킨다는 명목아래에 검도부에 입부하였다.
인원이 1명 부족했던 탓에 마치도 고교와의 연습경기에서는 선봉과 대장에 서서, 코나츠와 마야와 겨뤘다.
치바 키리노(千葉 紀梨乃)
성우(日) - 토요구치 메구미
성우(韓) - 문선희
무로에 고등학교 2학년, 검도부원으로 3학년이 된 선배들이 수험을 위해 은퇴를 하면서 부장으로 승격되었다. 쾌활하고 항상 미소를 잃지 않는 긍정적인 성격으로, 검도부에서는 무드메이커로서 자리잡았으며, 인간관계가 매우 좋아 친구도 많다.
사야코와는 소꿉친구로 중학교 시절부터 함께 검도를 배우고 있으며, 서로에 대해 잘 알고 있다. 집이 반찬가게를 경여하고 있어, 그 특성에 따라 요리에 능숙하다.
마치도 고교와의 연습경기에서는 부장의 자리를 맡아, 유리의 반칙에 가까운 행동에 고전하였으나, 손목을 쳐서 승리하였다.
쿠와하라 사야코(桑原 鞘子)
성우(日) - 코지마 사치코
성우(韓) - 여민정
무로에 고등학교 2학년, 검도부원이다. 키가 크고 강해보이지만, 감정의 기복이 심하고 섬세하고 까다로운 성격의 소유자인 탓에, 조그만한 놀림에도 금방 상처받아 며칠동안 검도부에 나타나지 않은 적이 많았다. 부활동은 중학교 시절에는 소프트볼에서 활동하였고, 고등학교에 진학하고 나서 키리노를 따라 검도를 배우기 시작하였다.
2학년으로 올라간 뒤로 장례희망에 대한 고민으로 여러가지에 손을 대었지만, 유일하게 소설만은 계속하고 있는데, 여러 장르에 동시에 도전하고 있는 탓에 똑부러지게 쓰지 못하고 있다. 어떠한 일에 막힐때마다 자전거를 맹렬하게 끌고다니면서 자기 암시를 거는 버릇이 있다.
마치도 고교와의 연습경기에서 중견을 맡아 카렌과 겨루었으며, 경기가 끝났다는 선언됨과 동시에 머리를 쳐 승리하였다.
미야자키 미야코(宮崎 都)
성우(日) - 쿠와시마 호우코
성우(韓) - 이용신
무로에 고등학교 1학년으로, 애칭은 미야미야(みやみや). 검도부에는 중학교 말기시절부터의 남자 친구인 에이가에게 권유받아 입부하였다. 검도부원이자 선배인 사야코와는 방과후의 화장실에서 담배를 피우던 중, 현장을 목격당한 것으로 악연을 맺었으나, 코지로의 설득으로 사과를 하는 것으로 일단락 맺었다. 중학생 시절에는 날라리였으나, 에이가와 서로 사귀기 시작한 후에는 어느 정도 잠잠해졌다. 그러나 에이가가 곁에 없을 때에는 여전히 담배를 피우는 등의 버릇을 버리지 않고 있다. 직장인인 언니와 함께 연립 주택에서 살고 있으며, 항상 태워버려 먹을 수 없는 요리를 만드는 언니를 대신해서 자신이 요리하고 있다. 마치도 고교와의 연습경기에서 차봉을 맡았으나, 도중 정신을 차린 아케미에게 손쓸 틈도 없이 패하였다.
아즈마 사토리(東 聡莉)
성우(日) - 사토 리나
성우(韓) - 임주현
무로에 고등학교의 1학년 3반 소속, 애칭은 사토린(さとりん)이다. 어릴적 심하게 덜렁대는 사토리의 성격을 바로잡아주고자 외할아버지가 검도를 권유하여 시작하였다. 중학교 시절에는 검도부에서 활동하였으나, 고등학교에 진학한 후로는 대학 진학을 위해 공부에 전념하여 검도부에 들어가지 않았다. 성실하고 남을 도와주기를 좋아하는 성격인 반면, 덜렁대는 탓에 시험 범위를 잘못 알거나 답안을 밀어쓰는 등의 결과로 성적이 좋지 않았고, 만회하기 위해 시력이 양쪽 2.5로 매우 좋음에도 불구하고 남에게 똑똑해보이는 인상을 심어주기 위해 안경을 끼고 다닌다. 미야코의 설득으로 다시 검도를 하게 되었다. 실력은 키리노와 사야코를 상회한다.
이시다 토라지(石田 虎侍)
성우(日) - 코니시 카츠유키
성우(韓) - 최원형
무로에 고등학교 검도부의 고문, 이름대신 애칭 “코지로”로 불리고 있다. 무리하게 할부로 자동차를 구입하는 바람에 끼니조차 걱정해야 될 정도로 빈곤한 나날을 보내고 있다. 여자 제자들을 내세운 내기를 걸어온 이시바시 켄자부로와는 고등학교 시절에 같이 검도를 한 선후배 관계이다. 집은 과거에는 술집을, 현재는 프렌차이즈형 편의점을 경영하고 있다.
나카타 유지(中田 勇次)
성우(日) - 사카구치 다이스케
성우(韓) - 전태열
무로에 고등학교의 1학년 남자 검도부원. 에이가와 함께 입부하였다. 어릴적부터 검도를 배워, 중학생 시절에 대회에 출전하여 8강까지 진출한 경험을 갖고 있다. 온화하고 진지한 성격의 소유자, 기대주인 타마키와는 소꿉친구 사이이다.
에이가 단쥬로(栄花 段十朗)
성우(日) - 이시다 아키라
성우(韓) - 박찬희
무로에 고등학교의 1학년 검도부원으로, 함께 입부한 미야코와 서로 사귀고 있다. 원래는 탁구부에 입부에 생각이었으나, 무로에 고교에 탁구부가 없어 유지를 따라 검도부에 입부하였다. 같은 남자 검도부원인 유지는 그에 대해 재능은 있는데, 지구력이 부족하다고 평가하였다.
토야마(外山)
성우(日) - 이마루오카 아츠시
성우(韓) - 이지환
무로에 고등학교 2학년으로 불량겸 유령 검도부원. 상대가 아픔에 겨워 괴로워하는 모습을 보기좋아하는 가학 성애기질이 있는 남학생으로, 카본으로 된 죽도로 신입부원을 사정없이 두들겨 패서 상하관계를 정하는 등의 행동으로 겁을 먹은 검도부원들을 부활동을 그만두게 만드는 등의 행위를 저질렀다. 어느날, 자신에게 부딪힌 에이가를 사정없이 두들겨 패던 중, 대신 싸우게 된 타마키와 규칙을 무시한 경기에서 찌르기로 완패를 당함과 함께 실력에 대한 자존심을 잃었다. 이 일로 타마키가 검도부에 입부하게 된 계기가 되었다.
이와사(岩佐)
성우(日) - 이시가미 유이치
성우(韓) - 홍성헌
무로에 고등학교 2학년으로 토야마와 마찬가지 불량겸 유령 검도부원. 언제나 토야마와 함께 다닌다.

### 마치도 고등학교
이시바시 켄자부로(石橋 賢三郎)
성우(日) - 이나다 테츠
성우(韓) - 홍성헌
마치도 고등학교 검도부의 고문으로, 토라지의 고등학교 시절의 같은 검도부 선배. 제26회 승룡기 고교 검도 대회에서 토라지에게 패하여 자신이 트로피를 갖지 못한 것에 대한 한을 품게 되면서, 그와 만날때마다 트로피에 대해 언급을 하며 압박하였다. 그 압박은 어느 날의 술자리에서 서로의 여자 제자들을 이용한 연습경기를 빙자한 내기를 제시하면서 표면위로 떠오르게 되었다. 마치도 고등학교 이외의 다른 학교의 검도부에서도 고문을 맡고 있다.
하라다 코나츠(原田 小夏)
성우 - 신도 케이
마치도 고등학교의 3학년 검도부원으로 부부장을 맡고 있다. 성실한 성격으로, 눈에 띄는 특징은 없지만, 부내에서는 2위의 자리에 오를 정도로 좋은 실력을 갖추고 있었다. 그러나, 무로에 고교 간의 경기에서 선봉장으로서 타마키에게 단판에 패배하였다.
요코오 마야(横尾 摩耶)
성우(日) - 야자와 키요미
성우(韓) - 조현정
마치도 고등학교의 3학년의 호방하고 쾌활한 성격의 검도부원, 사내아이와 같은 힘으로 상대를 자주 울려 주의받았다. 경기에서 대장을 맡아 기합을 넣었으나, 눈깜빡이는 사이에 타마키에게 패하였다. 경기 당일, 파르페와 스파게티, 그라탱, 피자를 쉬지 않고 먹을 정도로 대식가이다.
안도 유리(安藤 優梨)
성우(日) - 오미무라 마유코
성우(韓) - 오인실
마치도 고등학교 2학년 검도부원, 태연한 성격 반칙에 가까운 행동을 해, 같은 마치도 검도부원으로부터 미움을 사고 있다. 연습경기에서 상대인 키리노에게 손목을 내주는 실수를 하여 패하였다.
니시야마 카렌(西山 佳恋)
성우(日) - 모리 나쓰키
성우(韓) - 문선희
마치도 고등학교의 검도부원으로, 훤칠한 키에 눈매가 날카로고 전체적으로 차가운 인상을 가졌다. 반대로 상냥한 성격으로, 모르는 사람을 친다는 것에 부담을 느끼고 경기에서 맥을 못추는 칠푼이. 그러나, 막다른 곳까지 몰리면 무의식적으로 본 실력이 발휘하기도 한다. 중견을 맡아 사야코와 겨뤘고, 시간 초과함께 방심함과 동시에 머리를 내주어 패하였다.
아사카와 아케미(浅川 明美)
성우(日) - 곤도 사키
성우(韓) - 여민정
마치도 고등학교 2학년 검도부원, 출장자중에서 유일하게 사귀는 남자 친구가 있다. 경기에서는 차봉을 맡아 미야코와 겨루었다.

### 세이메 고등학교
하야시 타다아키(林 忠明)
성우(日) - 오가와 신지
성우(韓) - 임채헌
세이메 고등학교 검도부의 교사 7단의 고문. 강하게 키우기 위해 엄격한 방침으로 부원들을 가르치고 있다. 그 탓에 많은 부원들이 검도부를 떠나고 있는 것에 자신이 잘못된 것인가 하고 고민에 빠져있다.
오가와 메이(小川 芽衣)
성우 - 나즈카 가오리
검도부 1학년, 친구를 따라 검도부에 입부한 상냥한 성격의 소녀로 하야시의 매우 엄격한 방침에 다른 검도부원과 마찬가지로 검도부를 그만두고 다른 곳에 입부할까 하고 망설이고 있다. 무로에 고등학교와의 연습경기일, 선수로서 나갈 예정이었던 같은 여자부원인 노조미(성우 - 고지마 가즈코)가 그만두는 바람에 반강제로 연습경기에 나갔다가, 그곳에서 본 타마키와 사토리에게 자신도 강해지고자 검도를 계속할 마음을 굳혔다.
오다지마 레이미(小田島 礼美)
성우(日) - 나카하라 마이
성우(韓) - 장은숙
세이메 고등학교 1학년으로 사진부 소속, 미야코와 같은 중학교 출신으로 적지 않게 그녀의 과거를 잘 알고 있는 사람 중 한 명, 미야코가 중학교 시절에 학생회장을 때려눕힌 일을 시작으로 뒤를 쫓고 있다. 검도부에 입부한 것을 알게 된 후, 그녀의 진심도 모른 채로 연습경기나 대회출전이 있을 때마다 쫓아가 응원을 하거나 사진을 찍고 있다.

### 토죠 고등학교
코니시(小西)
성우 - 아사카와 유우 / 윤미나
토죠 고등학교 검도부의 가는 눈매가 특징인 주장으로, 좋지 않은 소문(상대가 다치거나, 신발에 압정이 들어가 있거나, 호구를 잃어버리거나 흠집이 나있다고 하는)을 떠돌고 있다. 어릴적 양친의 이혼으로 화를 억제하지 못하게 된 성격을 고치주려는 외할머니의 손에 이끌려 검도에 입문하였다. 그 후, 좋은 실력을 갖고 여러번 대회에서 우승함에 따라 점점 높아져가는 주위의 기대에 맞추기 위해 점차 수단과 방법을 가리지 않게 되었다. 인터하이 예선전에서 타마키에게 찌르기를 맞고 전의를 상실한 뒤, 마음을 고쳐먹고 이기기 위한 검도가 아닌, 자신을 위해 검도를 하기로 결심한다.
아오키(青木)
성우 - ?? / 오인실
토죠 고등학교 검도부의 선봉, 점심식사때 폭식하는 바람에 복통에 시달리는 사토리에게서 손목을 쳐서 점수를 얻었으나, 허리를 내주므로서 비김으로 끝을 맺었다. 타마키의 찌르기를 맞고 전의를 잃은 코니시를 대신하여 대장으로서 중복 출전하여 어머니의 퇴원 소식을 전해듣고 집중력을 잃은 키리노에게서 승을 얻었다.

### 그 외
타마키의 아버지(珠姫の父)
성우(日) - 초 카츠미
성우(韓) - 양석정
카와조에 검도장의 관장이자 타마키의 아버지로, 타마키가 4살일때부터 검도를 가르쳤다.
카와조에 츠바키(川添 椿)
규슈 출신, 타마키의 어머니로 타마키가 기억속에서 가장 강했던 사람으로 기억하고 사람으로, 젊은 나이에 병으로 세상을 떠났다.

## 만화
2004년 12월 3일부터 토츠카 마사히로가 작가를, 이가라시 아구리가 그림을 맡아 스퀘어 에닉스의 만화 잡지 《영 강강》에 격주로 연재중에 있다. 한국어판은 설은미에 의해 번역되어 학산문화사에서 출간하고 있다.
- 지음: 토츠카 마사히로
- 그림: 이가라시 아구리
- 퍼냄: 스퀘어 에닉스
- 한국어판
  - 옮김: 설은미
  - 퍼냄: 학산문화사
    1. 2007년 1월 31일, ISBN 978-8-952-99449-3
    2. 2007년 2월 20일, ISBN 978-8-952-99520-9
    3. 2007년 3월 13일, ISBN 978-8-952-99521-6
    4. 2007년 4월 17일, ISBN 978-8-952-99765-4
    5. 2007년 7월 19일, ISBN 978-8-952-99937-5
    6. 2007년 12월 14일, ISBN 978-8-925-80370-8
    7. 2008년 2월 27일, ISBN 978-8-925-80815-4
    8. 2008년 6월 27일, ISBN 978-8-925-81190-1
    9. 2008년 11월 21일, ISBN 978-8-925-82223-5
    10. 2009년 5월 15일, ISBN 978-8-925-82680-6
    11. 2009년 10월 29일,ISBN 978-8-925-83524-2
    12. 2010년 3월 16일, ISBN 978-8-925-84217-2
    13. 2010년 10월 19일, ISBN 978-8-925-85214-0

## 애니메이션
무사시의 검 이후 20년 만에 나온 검도 애니메이션으로서 TV 도쿄를 통해 2007년 10월 1일에서 2008년 3월 24일까지 2쿨 단위의 애니메이션으로서 방영되었다. 원작인 만화가 아직 완결되지 않은 관계로 19화부터는 다른 줄거리로 나아갔다.

### 부제목
1. 2007년 10월 2일, 竹ぼうきと正義の味方 - 대나무 빗자루와 정의의 아군
2. 2007년 10월 9일, ブレードブレイバとお弁当 - 블레이드 브레이버와 도시락
3. 2007년 10월 16일, ブラックとブルー - 블랙과 블루
4. 2007년 10월 23일, ピンクとブルー - 핑크와 블루
5. 2007년 10월 30일, 室江高と町戸高 - 무로에 고교와 마치도 고교
6. 2007년 11월 6일, 川添珠姫と遅刻の武礼葉 - 카와조에 타마키와 지각한 부레이바
7. 2007년 11월 13일, 寿司とメンチカツ - 초밥과 민찌카츠
8. 2007년 11월 20일, タマちゃんとアルバイト - 타마짱과 아르바이트
9. 2007년 11월 27일, コジローと運命の分岐点 - 코지로와 운명의 분기점
10. 2007년 12월 2일, 宮崎都の憂鬱と初大会 - 미야자키 미야코의 우울과 첫 대회
11. 2007년 12월 9일, アニメーションとドリーム - 애니메이션과 꿈
12. 2007년 12월 16일, 東の事情とメイの事情 - 아즈마의 사정과 메이의 사정
13. 2007년 12월 23일, 先生たちと生徒たち - 선생님과 학생들
14. 2007년 1월 7일, さとりんの決意ともぎゅもぎゅ - 사토린의 결의와 우물우물
15. 2008년 1월 14일, 初合宿と初銭湯 - 첫 합숙과 첫 대중 목욕탕
16. 2008년 1월 21일, キリノの欠席と予選大会 - 키리노의 결석과 예선대회
17. 2008년 1월 28일, 光と陰 - 빛과 그늘
18. 2008년 2월 2일, 大会とその後の室江高 - 대회와 그 뒤의 무로에 고등학교
19. 2008년 2월 11일, アルマジロとセンザンコウ - 아루마지로와 센더코우
20. 2008년 2월 18일, ブレイバーとシナイダー - 블레이버와 시나이더
21. 2008년 2월 25일, 川添珠姫と鈴木凛 - 카와조에 타마키와 스즈키 린
22. 2008년 3월 3일, 敗者と勝者 - 패자와 승자
23. 2008년 3월 10일, 嘘と沈黙 - 거짓말과 침묵
24. 2008년 3월 17일,剣と道 - 검과 길
25. 2008년 3월 24일,剣道とそれがもたらすもの - 검도와 그것이 주는 것
26. 2008년 3월 31일, それから"と"これから - 그리고 이제부터

### 성우 배정
- 캐리 니시카와 - 고바야시 사나에
- 토라지의 부친 - 고스기 쥬타로
- 토라지의 모친 - 한 게이코
- 타마키의 부친 - 초 카츠미
- 노부 - 기타자와 리키
- 사카구치 - 나가사코 다카시
- 므므하우스의 점장 - 오하라 사야카
- 고양이 - 쿠와시마 호코
- 키리에의 남동생 - 야자와 키요미
- 미야코의 언니 - 모리 나쓰키

### 주제가
여는 곡 〈BAMBOO BEAT〉
노래: 가와조에 타마키 (히로하시 료), 치바 키리노 (토요구치 메구미), 쿠와하라 사야코 (코지마 사치코), 미야자키 미야코 (쿠와시마 호우코), 아즈마 사토리 (사토 리나), 작사: 카와이 에리, 작곡/편곡: Koma2 Kaz
닫는 곡 〈STAR RISE〉
노래: 가와조에 타마키 (히로하시 료), 치바 키리노 (토요구치 메구미), 쿠와하라 사야코 (코지마 사치코), 미야자키 미야코 (쿠와시마 호우코), 아즈마 사토리 (사토 리나), 작사: 카와이 에리, 작곡/편곡: Koma2 Kaz

### 삽입곡
〈초검전대 블레이드 브레이버(超剣戦隊ブレードブレイバー)〉
노래: 이시하라 신이치, 작곡: 쿠와하라 나가에, 작사: 나카가와 코타로

## 관련 상품

### 서적
- 소설 - BAMBOO BLADE 합숙과 저주의 죽도(合宿と呪いの竹刀), ISBN 9784757522329 - 2008년 2월 29일
- BAMBOO BLADE 팬북(ファンブック 7.5, ISBN 9784757521964 - 2007년 12월 25일

### CD
- 뱀브 블레이드 주제가 (VTCL-35010) - 2007년 11월 28일
- 뱀브 블레이드 OST (VTCL-60017) - 2008년 1월 23일

### DVD
1. 2008년 1월 23일 - VTBA-1(초회한정판), VTBF-11(일반판)
2. 2008년 2월 20일 - VTBF-12